# Beloved Isle Cayman
Beloved Isle Cayman (in italiano: Amate Isole Cayman) è un canto scritto e musicato da Leila Ross-Shier, inno ufficiale delle isole Cayman. Essendo quest'ultimo un territorio d'oltremare britannico, l'inno nazionale è God Save the King